# Museo de la Tinajería de Villarrobledo
El Museo de la Tinajería de Villarrobledo (Centro de Interpretación de la Alfarería Tinajera de Villarrobledo) es un espacio histórico, museístico y didáctico dedicado a la historia de la alfarería tinajera.
Se encuentra instalado en los edificios rehabilitados de un antiguo alfar y su gran horno y fue inaugurado en noviembre de 2008. La exposición permanente recrea las distintas fases de fabricación de las tinajas, en cuatro diferentes espacios: comenzando por la extracción de la materia prima en los barreros y el traslado del barro a las fábricas, hasta el uso final de las tinajas en las bodegas, tras haber sido cocidas en el horno.

## Distribución y contenido
En el Centro de Interpretación se recrea en tres espacios principales el proceso de fabricación de una tinaja: el obrador del alfar, donde se elaboran las piezas; la "olla de combustión", que conserva las paredes vitrificadas originales; y el horno de cocer las vasijas. Además del proceso, se exponen el instrumental y las herramientas usadas en esta actividad artesa. También se estudian el vocabulario asociado a la tinajería, así como las claves de su evolución histórica y de su repercusión social y económica.